# Гольтгоер, Фёдор Григорьевич
Фёдор Григорьевич (Фридрих-Агатус) Гольтгоер (Голдгойер) (14 (25) марта 1771—17 (29) октября 1848) — генерал-лейтенант, Георгиевский кавалер; директор Царскосельского Лицея (1824—1840), тайный советник.

## Биография
Выходец из Брауншвейга; С 1789 года — офицер пехоты. В 1807 году, когда в чине майора он был командиром гренадерской роты 2-го кадетского корпуса, принял временное начальство над создававшимся Дворянским полком, — до назначения в него командиром, директора кадетского корпуса генерал-майора А. А. Клейнмихеля; с 1808 года командовал 1-м батальоном созданного полка. С 30 августа 1816 года — генерал-майор.
В 1824—1840 годах — директор Императорского Царскосельского лицея. Он принёс в лицей обычаи и порядки военного учебного заведения, где прежде служил — прежде всего строгую дисциплину, которой добивались всеми способами: от телесных наказаний до угрозы солдатчиной. Один из бывших лицеистов вспоминал о нём: «Мы мало знали его: всегда холодный и строгий <…> только боялись его и подчас подсмеивались над его не совсем чистым русским выговором и незнакомством с проходимым в лицее курсом наук. Генерал был силен только в арифметике, но этого нам казалось мало…» С 25 июня 1829 года — генерал-лейтенант.

## Награды

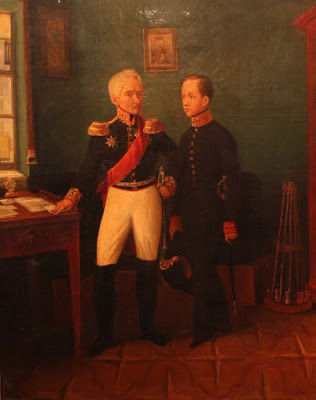
Портрет Ф. Г. Гольтгоера с сыном Михаилом работы неизвестного художника (1841)

Имел награды как на военной, так и на гражданской службе:
- орден Святой Анны 4-й степени (1800)
- орден Святого Георгия 4-й степени (26.11.1816)
- Орден Святой Анны I степени с императорской короной (1837)
- орден Святого Владимира 2-й степени (1839)

В 1869 году жалован дипломом на потомственное дворянское достоинство.

## Семья
Жена: Анна-Екатерина фон Бек (1784—1855), от которой имел шестерых детей:
- Константин (1815—1852)
- Михаил (1823—1899) — юрист, тайный советник.
- Каролина Вильгельмина (1814—1866)
- Николай (1818—?)
- Анастасия (1817—?)
- Александр (1805—1870) — генерал-лейтенант